# Debye (cratère)
Debye est un cratère lunaire situé sur la face cachée de la Lune. Les bords du cratère ont été déformés par des impacts ultérieurs notamment par plusieurs craterlets. L'ensemble du cratère est grandement raviné et érodé. Le cratère Debye est situé juste à côté du cratère Perkin avec lequel il forme une paire de même dimension. Dans les environs se trouvent les cratères Guillaume, Dunér, D'Alembert et Langevin.
En 1970, l'Union astronomique internationale lui a attribué le nom de Debye en l'honneur du physicien et chimiste néerlandais Peter Debye, Prix Nobel de chimie en 1936.
Par convention, les cratères satellites sont identifiés sur les cartes lunaires en plaçant la lettre sur le côté du point central du cratère qui est le plus proche de Debye.
| Debye | Latitude | Longitude | Diamètre |
| ----- | -------- | --------- | -------- |
| E     | 50.4° N  | 171.0° W  | 41 km    |
| J     | 48.4° N  | 172.6° W  | 30 km    |
| Q     | 47.5° N  | 178.4° W  | 26 km    |